# Vittoria della Rovere
Pour les autres membres de la famille, voir Famille Della Rovere.
Titre
Grande-duchesse consort de Toscane
6 avril 1637 – 23 mai 1670
(33 ans, 1 mois et 17 jours)
Vittoria della Rovere (née le 7 février 1622 à Pesaro (Duché d'Urbin) et morte le 5 ou 6 mars 1694 (1695) à Pise (Grand-duché de Toscane), est un membre et la dernière représentante de la Maison Della Rovere qui régna sur le duché d'Urbin. Elle fut par mariage grande-duchesse de Toscane de 1633 à 1670. Vittoria est l'épouse de Ferdinand II de Médicis, avec qui elle a deux enfants : Cosme III de Médicis et François-Marie de Médicis. 

## Biographie

### Enfance
Enfant unique de Frédéric Ubaldo della Rovere, duc d'Urbino et de Claude de Médicis, Vittoria est la dernière descendante de la famille Della Rovere qui donna de nombreux ducs d'Urbino. Elle est ainsi la petite-fille de François Marie II della Rovere et de Livia della Rovere. Sa mère est Claude de Médicis, fille de Ferdinand Ier de Médicis et de Christine de Lorraine.
Vittoria reçut une éducation catholique approfondie.

### Mariage

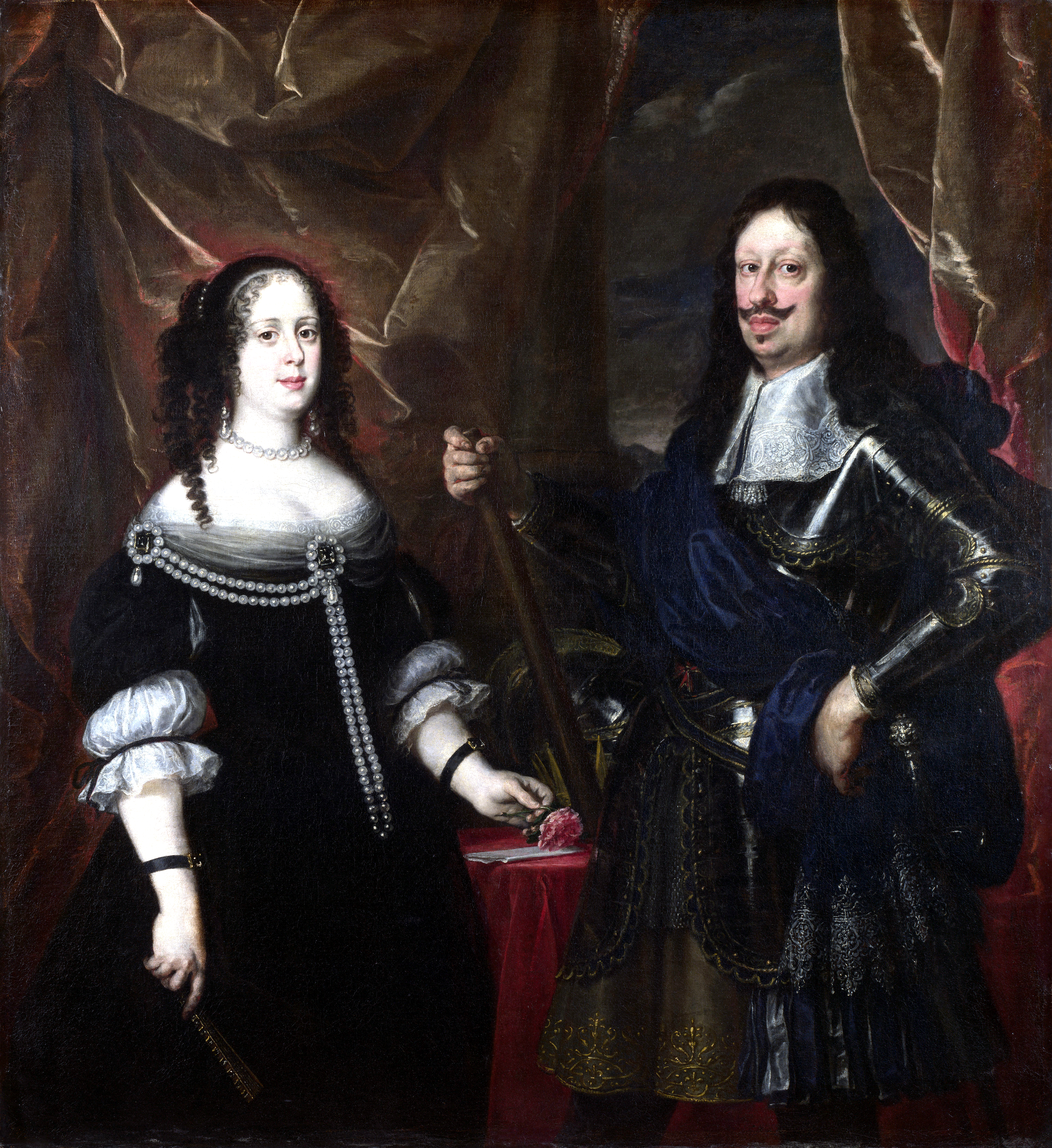
Ferdinand et Vittoria, peints par Justus Sustermans.

Vittoria est fiancée à son cousin Ferdinand en 1623 et l'épouse en 1634[réf. nécessaire]. Sa mère Claude de Médicis épouse en secondes noces en 1626 l'archiduc Léopold V d'Autriche-Tyrol, auquel elle donnera cinq enfants, dont la benjamine sera impératrice.

### Héritage des Della Rovere
Le père de Vittoria, Frédéric Ubaldo della Rovere meurt en 1623, et François Marie II della Rovere récupère le trône d'Urbin qu'il lui avait donné quelques années auparavant. Lorsqu'il meurt à son tour en 1631, Vittoria est donc l'héritière potentielle du duché d'Urbino. Sous la pression du pape Urbain VIII, le duché est finalement annexé aux états pontificaux. La famille Médicis reçoit tout de même la collection d'œuvres d'art de la famille Della Rovere, aujourd'hui déposée à la galerie des Offices et au palais Pitti à Florence.

### Disputes conjugales
Après avoir mis au monde deux enfants qui moururent jeunes, Vittoria et Ferdinand se disputent au sujet de l'éducation de leur fils Cosme né en 1642 : Ferdinand souhaite qu'il reçoive une éducation moderne et laïque, alors que Vittoria défend une éducation catholique stricte. C'est finalement Vittoria qui l'emporte. 
D'une réconciliation temporaire, naît un autre enfant, François-Marie, en 1660. Il sera destiné à l'Eglise et nommé cardinal.
Le mariage de Ferdinand et Vittoria n'est pas heureux et ils vivent séparés de nombreuses années. Devenue âgée, Vittoria passe de longs séjours au couvent de Montalve et dans la villa di Poggio Imperiale. Elle meurt à Pise en 1694.
Proche de sa belle-mère, l'archiduchesse Marie-Madeleine d'Autriche, aussi pieuse qu'elle, Vittoria s'entendra assez mal avec sa belle-fille Marguerite-Louise d'Orléans, nièce du roi Louis XIII de France qui a épousé son fils Cosme en 1661. Ce mariage brillant avec une "petite-fille de France", ne sera pas plus réussi que le sien. Marguerite-Louise est en effet une jeune fille frivole et pleine de vie qui s'entend très mal avec son mari austère et pieux jusqu'à la bigoterie. Le couple se séparera en 1675 après avoir eu trois enfants et Marguerite-Louise retournera en France où son cousin germain Louis XIV la relèguera près de Paris à l'Abbaye de Montmartre qui accueille les  dames veuves ou séparées.